# Попов, Аркадий Иванович (лётчик)
Аркадий Иванович Попов (1906 — 16 октября 1944, Слано, близ Дубровника) — югославский лётчик русского происхождения, нёсший службу в ВВС НГХ, а затем перешедший на сторону Народно-освободительной армии Югославии.

## Биография
Место рождения доподлинно неизвестно. Окончил кадетский корпус в 1926 году, служил в авиации королевского флота Югославии.
В 1941 году после капитуляции Югославии вынужденно вступил в ряды авиации Независимого государства Хорватии и отправился на Восточный фронт. Службу нёс в 16-м истребительном крыле НГХ. Несмотря на тщательное выполнение заданий командования, Аркадий постепенно испытывал большее и большее отвращение к усташам и нацистам, желая помочь своей исторической Родине.
В 1943 году был арестован гестапо по подозрению в тайной работе на партизан и подвергся пыткам: гестаповцы отрезали ему ухо (по другим данным, он почти полностью лишился слуха на одно ухо в результате зверских избиений). К августу 1943 года искалеченный Аркадий окончательно разочаровался в идее о службе в рядах усташей и сбежал к югославским партизанам, угнав самолёт Breguet 19/8.
23 октября 1943 года Аркадий прибыл на аэродром Торторелла, где вступил в формируемую 352-ю эскадрилью Королевских ВВС Великобритании. В эскадрилье Попов в звании майора командовал звеном B, летая на самолёте Supermarine Spitfire, на котором было написано «МСТИТЕЛ ЗА 5 ОФАНЗИВУ» (серб. Мститель за пятое наступление).
26 октября 1944 года погиб во время атаки немецкой колонны над селением Доли близ Дубровника. Его самолёт был сбит зенитной артиллерией; по некоторым свидетельствам, он направил горящий самолёт в немецкую колонну бронетехники, по другим данным — горящая машина упала в море. Посмертно награждён орденом Партизанской Звезды II степени в 1945 году..

## Память
- Имя Попова увековечено в памятнике на Мальте, установленном иностранным лётчикам ВВС Великобритании.
- В 1957 году на месте гибели лётчика был установлен 6-метровый памятник в форме крыла английского штурмовика «Спитфайер», его имя было внесено в югославскую военную энциклопедию[6].
- Имя А. И. Попова высечено на памятнике павшим югославским лётчикам на острове Вис, установленном в 1951 году.[5]